# 168
168 је била преступна година.

## Догађаји
- Цар Марко Аурелије и његов усвојени брат Луције Вер напуштају Рим и оснивају своје седиште у Аквилеји.
- Римска војска прелази Алпе улази у Панонију и потчињава Маркомане код Карнунта, северно од Дунава.
- Цар Линг од Хана наследио је цара Хуана од Хана на месту цара кинеске династије Хан.